# Leonardo Benevolo
Leonardo Benevolo (Orta San Giulio, 1923. szeptember 25. – Cellatica, 2017. január 5.) olasz építész, várostervező, építészettörténész.

## Művei
- Storia dell'architettura moderna (1960)
- Una introduzione all'architettura (1962)
- Le origini dell'urbanistica moderna (1963)
- L'architettura delle città nell'Italia contemporanea (1968)
- Storia dell'architettura del Rinascimento (1968)
- I modelli di progettazione della città moderna (1969)
- La città italiana nel Rinascimento (1969)
- Roma da ieri a domani (1971)
- Le avventure della città (1973)
- Storia della città (1975)
- Brescia S. Polo: un quartiere di iniziativa pubblica (1976)
- La casa dell'uomo (1976)
- Roma oggi (1977)
- Città in discussione: Venezia e Roma (1979)
- La laurea dell'obbligo (1979)
- Urbanistica e crisi economica (1979)
- Tecnica del disegno (1982)
- La città e l'architetto (1984)
- L'ultimo capitolo dell'architettura moderna (1985)
- Roma: studio per la sistemazione dell'area archeologica centrale (1985)
- Umbria: una proposta per i centri storici (1986)
- Urbino (1986)
- Storia della città orientale (1988)
- La cattura dell'infinito (1991)
- Roma dal 1870 al 1990 (1992)
- La città nella storia d'Europa (A város Európa történetében, 1993)
- Principii e forme della città (1993)
- Metamorfosi della città (1995)
- L'Italia da costruire: un programma per il territorio (1996)
- Venezia: il nuovo piano urbanistico (1996)
- L'architettura nell'Italia contemporanea (1998)
- San Pietro e la città di Roma (2004)
- L'architettura nel nuovo millennio (2006)
- Quale Venezia: trasformazioni urbane 1995-2005 (2007)
- Il tracollo dell'urbanistica italiana (2012)

### Magyarul
- A város Európa történetében; ford. Ordasi Zsuzsa; Atlantisz, Budapest, 1994 (Európa születése) ISBN 963-7978-45-3